# Нижнєкумський
Нижнєкумський (рос. Нижнекумский) — хутір у Октябрському районі Волгоградської області Російської Федерації.
Населення становить 217  осіб. Входить до складу муніципального утворення Шебалиновське сільське поселення.

## Історія
Хутір розташований у межах українського історичного та культурного регіону Жовтий Клин.
Згідно із законом від 15 грудня 2004 року № 968-ОД  органом місцевого самоврядування є Шебалиновське сільське поселення.

## Населення
| 1859 | 1873 | 1897 | 1915 | 2010 |
| ---- | ---- | ---- | ---- | ---- |
| 78   | ↗81  | ↗160 | ↘124 | ↗217 |